# Plebejus rogneda
Plebejus rogneda är en fjärilsart som beskrevs av Grum-grshimailo 1890. Plebejus rogneda ingår i släktet Plebejus och familjen juvelvingar. Inga underarter finns listade i Catalogue of Life.